# Zagrebs moské
Ej att förväxla med Meštrovićs paviljong, i folkmun kallad "moskén" (džamija).
Zagrebs moské (kroatiska: Zagrebačka džamija) är en moské i Zagreb i Kroatien. Den  uppfördes 1981-1987 enligt ritningar av de bosniakiska arkitekterna Džemal Čelić och Mirza Gološ. Zagrebs moské är Kroatiens största moské och dess minaret når en höjd av 51 meter. Den är belägen i stadsdelsområdet Peščenica-Žitnjak och ägs av Zagrebs islamiska samfund. I moskén bedrivs flera verksamheter. Här finns bland annat läroverket Dr. Ahmed Smajlovićs islamska gymnasium (Islamska gimnazija dr. Ahmed Smajlović) som bedriver undervisning på bosniska samt ett bibliotek.  

### Fotnoter
1. 1 2 3 4 5  Nadilo, Branko. ”Islamski centar u Rijeci.” (på kroatiska) ( PDF). Građevinar, nr 63 (2011). Kroatiska civilingenjörerna förbund. http://www.casopis-gradjevinar.hr/assets/Uploads/JCE-63-2011-04-05.pdf. Läst 27 juli 2014.
2. 1 2  Zagrebs turistförening (kroatiska)